# Helipuerto de Andorra La Vieja

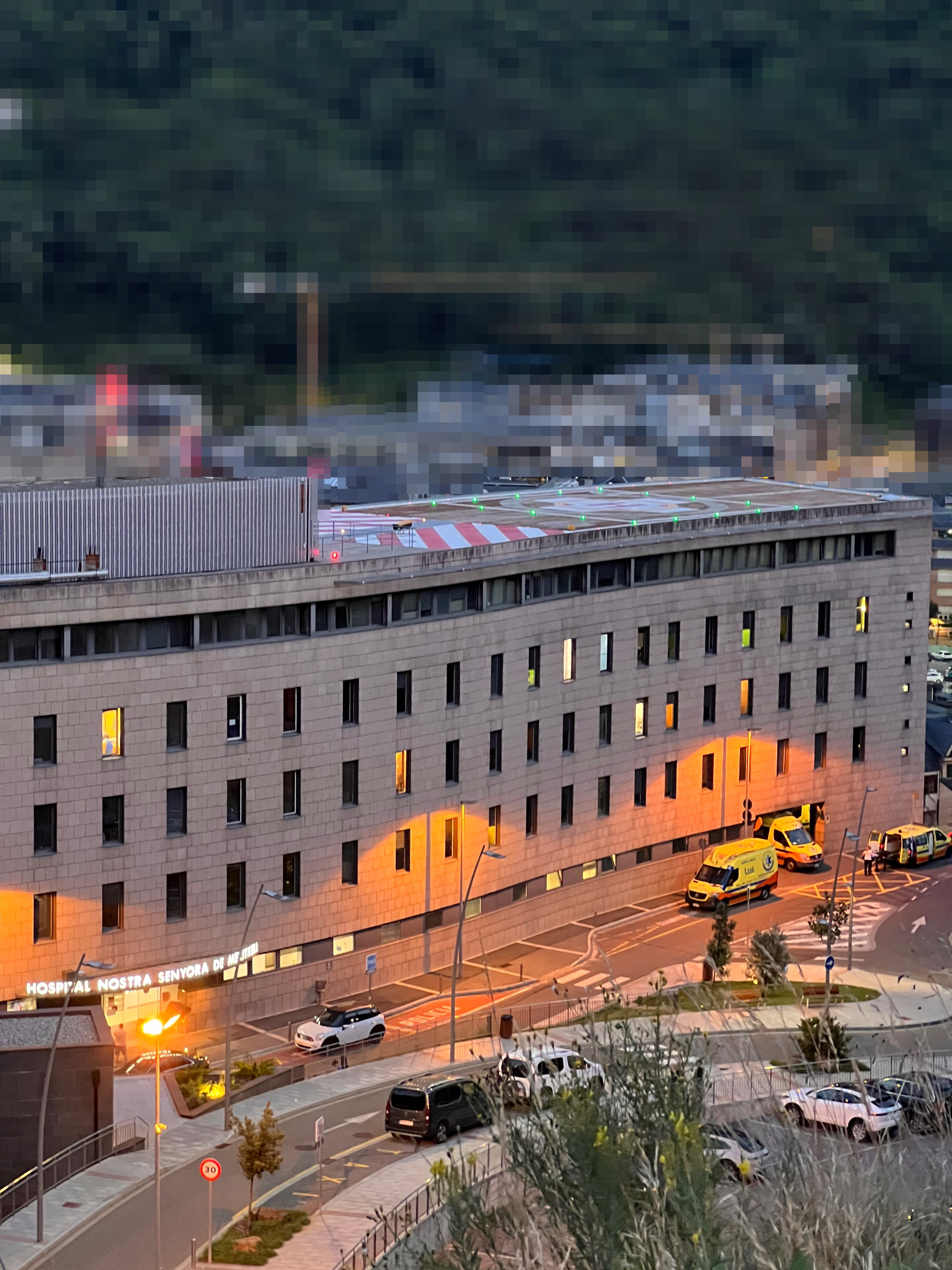
Helipuero de Andorra la Vieja en la azotea

El Helipuerto de Andorra La Vieja o Helipuerto de Andorra la Vella es un helipuerto en la ciudad de Andorra La Vieja (Andorra la Vella) la capital de Andorra.
El helipuerto con código IATA ALV se puso en funcionamiento en 1999 y conecta a las personas con el Aeropuerto de Barcelona-El Prat (España), ahora se utiliza como un servicio de transporte de corta distancia al Aeropuerto de La Seu d' Urgell a unos 12 kilómetros de distancia . El tiempo de vuelo a Barcelona es de unos 20 minutos. En comparación con ir en automóvil en viaje que dura alrededor de tres horas .
El helipuerto a una altitud de 1042 metros se ha ampliado en el año 2012 y tiene un edificio para la terminal . El lugar de aterrizaje tiene una superficie aproximada de 4.700 metros cuadrados y está situado en la azotea de un edificio de seis pisos en la  Avenida Meritxell .